# Куманичево (дем Костур)
Вижте пояснителната страница за други населени места с името Куманичево.
Куманѝчево или Команѝчево (на гръцки: Λιθιά, Лития, до 1928 година Κομανίτσοβο, Команицово, катаревуса: Κομανίτσοβον, Команицовон) е село в Гърция, дем Костур, област Западна Македония.

## География
Селото е разположено в географската област Пополе, на 960 m височина в западното подножие на планината Мурик (Мурики). На 4 километра на запад е Горенци (Корисос). Селото традиционно се дели на две махали – Горно и Долно Куманичево.

## История

### В Османската империя
В XV век в Куманиче са отбелязани поименно 10 глави на домакинства.
Църквата в селото „Свети Димитър“ в южната част на селото (Горно Куманичево) датира от XVIII век. Централната църква в Долно Куманичево е „Успение Богородично“, а гробищната е „Свети Николай“.
В средата на XVIII век в Куманичево се заселват и част от жителите на саракинското село Язия.
В 1791 година някои от жителите на Куманичево, заедно с Омотско и съседните Слимница и Орешец се изселват в Брацигово поради притеснения от страна на албанското население. От Долно Куманичево произлизат брациговските родове Стоицови, Керини и Божкови.
Александър Синве ("Les Grecs de l’Empire Ottoman. Etude Statistique et Ethnographique"), който се основава на гръцки данни, в 1878 година пише, че в Команичово (Komanitzovon) живеят 1800 гърци. Според „Етнография на вилаетите Адрианопол, Монастир и Салоника“, издадена в Константинопол в 1878 година и отразяваща статистиката на населението от 1873 година, в Куманичево (Koumanitchévo) има 120 домакинства с 350 жители българи.
В 1889 година Стефан Веркович („Топографическо-этнографическій очеркъ Македоніи“) пише за Куманичево:
| „ | На половин час северно от Чирилово със същото разположение и в подножието на същата планина е разположено село Киманичово с 43 мохамедански къщи и 78 нуфузи; християнските къщи в него са 25, семейните двойки 32, и нуфузите - 45. Данъкът на мохамеданите е 6500 пиастри, на християните 1900, а инание-аскерие - 1350 пиастри. В селото живеят и няколко цигански семейства. | “ |

Според статистиката на Васил Кънчов („Македония. Етнография и статистика“) в 1900 година в Куманичево има 1020 жители българи и 150 турци.
На Етнографската карта на Битолския вилает на Картографския институт в София от 1901 година Горно Куманичево е чисто българско село в Костурската каза на Корчанския санджак с 60 къщи, а Долно Куманичево е смесено българо-влашко-турско село със 160 къщи.
В началото на XX век според гръцки данни от 900 жители 110 – 120 семейства са патриаршистки, а 64 – екзархистки. По време на Илинденското въстание селото е нападнато от турски части и на 21 юли е убит Пено Стреков. От селото 62 души участват във въстанието, от тях загиват петима – Коле Чолак, Гого п. Христов, Диме Т. п. Христов, Коле Д. п. Христов и Коле Петрушев.
След потушаването на въстанието цялото село става екзархийско. Същата година турските власти не допускат учителите Димитър Янакев от Шестеово и Ана Николова от Костур да отворят българско училище в селото По данни на секретаря на екзархията Димитър Мишев („La Macédoine et sa Population Chrétienne“) в 1905 година в Горно Команичево има 480 българи екзархисти и работи българско училище, а в Долно Команичево 880 българи екзархисти.
Гръцка статистика от 1905 година не отразява промените от 1904 година и представя селото като смесено гръцко-българско с 600 жители гърци и 300 българи. Според Христо Силянов в 1906 година селото пострадва от гръцки андартски нападения. В 1909 година в Долно Куманичево има 75 български екзархийски къщи и 5 гъркомански, като гъркоманите държат черквите и училището.
Според Георги Константинов Бистрицки преди Балканската война Горно Куманичево има 70 български, а Долно Куманичево – 80 български и 40 турски къщи.
При избухването на Балканската война в 1912 година 15 души от Куманичево са доброволци в Македоно-одринското опълчение.
На етническата карта на Костурското братство в София от 1940 година, към 1912 година Горно и Долно Куманичево са обозначени като български селища.

### В Гърция
Селото остава екзархийско чак до 1913 година, когато вследствие на Междусъюзническата война попада в Гърция. Боривое Милоевич пише в 1921 година („Южна Македония“), че Горно Команичево има 70 къщи славяни християни, а Долно Команичево има 150 къщи славяни християни и 30 къщи турци. Значителна част от жителите на селото емигрират в България и частично отвъд океана.
Селото е богато и традиционно произвежда живо и различни овошки.
В 1926 година е прекръстено на Лития, в превод каменна ограда. В селото има 5 политически убийства. В 20-те година в Куманичево са заселени гърци бежанци от Турция. В 1928 година те са 20 семейства с 59 души или според други данни 21 семейства със 76 души.
По време на Втората световна война в Горно Куманичево е установена българска общинска администрация. Членовете на Българския клуб в селото пострадват от италианските окупационни власти. Селото е нападнато от гръцки банди, но селската милиция успява да ги отблъсне.
В Гръцката гражданска война Куманичево пострадва силно – 10 семейства и около 50 жителите му го напускат предимно към Югославия и частично към другите социалистически страни. 67 деца от селото са изведени от селото от комунистическите части като деца бежанци.
| Име      | Име       | Ново име | Ново име | Описание                                                          |
| -------- | --------- | -------- | -------- | ----------------------------------------------------------------- |
| Карагаци | Καραγάτσι | Фтелия   | Φτελιά   | местност З от Куманичево                                          |
| Голини   | Γκαλίνες  | Калорахи | Καλοράχη | връх в Мурик (1297 m), ЮИ над Куманичево                          |
| Яза      | Γιάζα     | Рахулес  | Ραχοῦλες | местност в Мурик (1297 m), ЮИ над Куманичево (вижте Язия и Порос) |

| Година    | 1913 | 1920 | 1928 | 1940 | 1951 | 1961 | 1971 | 1981 | 1991 | 2001 | 2011 | 2021 |
| --------- | ---- | ---- | ---- | ---- | ---- | ---- | ---- | ---- | ---- | ---- | ---- | ---- |
| Население | 1297 | 755  | 642  | 821  | 427  | 424  | 348  | 393  | 372  | 388  | 311  | 263  |

## Личности
Куманичевци са българският музиковед и композитор Петър Динев (1889 – 1980), българският политик Дамян Перелингов (1860/1861 – ?), кмет на Варна, предприемачът Дамян Георгиев (1879 – 1943), както и учителят и общественик Константин Пандов (1875 – 1956).
От Куманичево са дейците на българската революционна организация в Македония Георги Антонов (1863 – след 1943), Петре Костурчето, Костадин Николов (1868 – 1924), Никола Тунджев (1854 – след 1943), учителят Никола Цицов (1871 - ?), както и селският войвода на ВМОРО Христо Бабаеленов (1870 – след 1943).
В годините на Втората световна война Димитър Гочев е деец на българския комитет Охрана.